# Karczewo (powiat gnieźnieński)
Karczewo – osada w Polsce położona w województwie wielkopolskim, w powiecie gnieźnieńskim, w gminie Kiszkowo.

## Historia
Pierwsza wzmianka o miejscowości pochodzi z 1348, w 1478 należała do Jana Karczewskiego, w 1511 do Stanisława i Wojciecha, a w 1520 do Andrzeja Karczewskiego. Jednym z następnych posiadaczy wsi był Janusz Latalski. W końcu XVI wieku miejscowość ponownie należała do Karczewskich (m.in. Wacława), a potem również do Popowskich, Wacława Koszutskiego, Elżbiety de Chochlewy Giżyckiej (wdowy po Andrzeju Karczewskim), Stanisława i Wojciecha Karczewskich oraz Wojciecha Szczanieckiego, który w 1718 sprzedał wieś Andrzejowi Dąbrowskiemu i Katarzynie Kiełpińskiej. Potem Karczewo przeszło w posiadanie Wasilewskich. W tym czasie do wsi przynależała Karczemka (przysiółek dziś nieistniejący), jak również dwa folwarki: Wygoda i Wyrwa. Około 1880 majątek (1490-1538 mórg w różnych okresach) zagarnęli Niemcy - kupił ją dr Franz Berckoltz z Berlina. W dwudziestoleciu międzywojennym wieś odzyskali Polacy (385 hektarów dóbr). W 1939 właścicielem był Adam Filipowski. W 1950 nastąpiła elektryfikacja wsi (trwała ostatecznie do 1966), a w latach 1950-1956 funkcjonowała tu rolnicza spółdzielnia produkcyjna. W 1961 założono tu kółko rolnicze, a w 1967 uruchomiono wodociąg. W latach 1975–1998 miejscowość należała administracyjnie do województwa poznańskiego.

## Zabytki
We wsi stoi parterowy dwór zbudowany dla Franza Berckoltza, który wzniesiono około 1880. Otacza go park z trzeciej ćwierci XIX wieku. Rosną w nim pomniki przyrody: dąb (obwód 388 cm) i wiązy (289 i 427 cm). Drugi z wiązów jest największym przedstawicielem tego gatunku w gminie Kiszkowo.